# Ostrov u Tisé

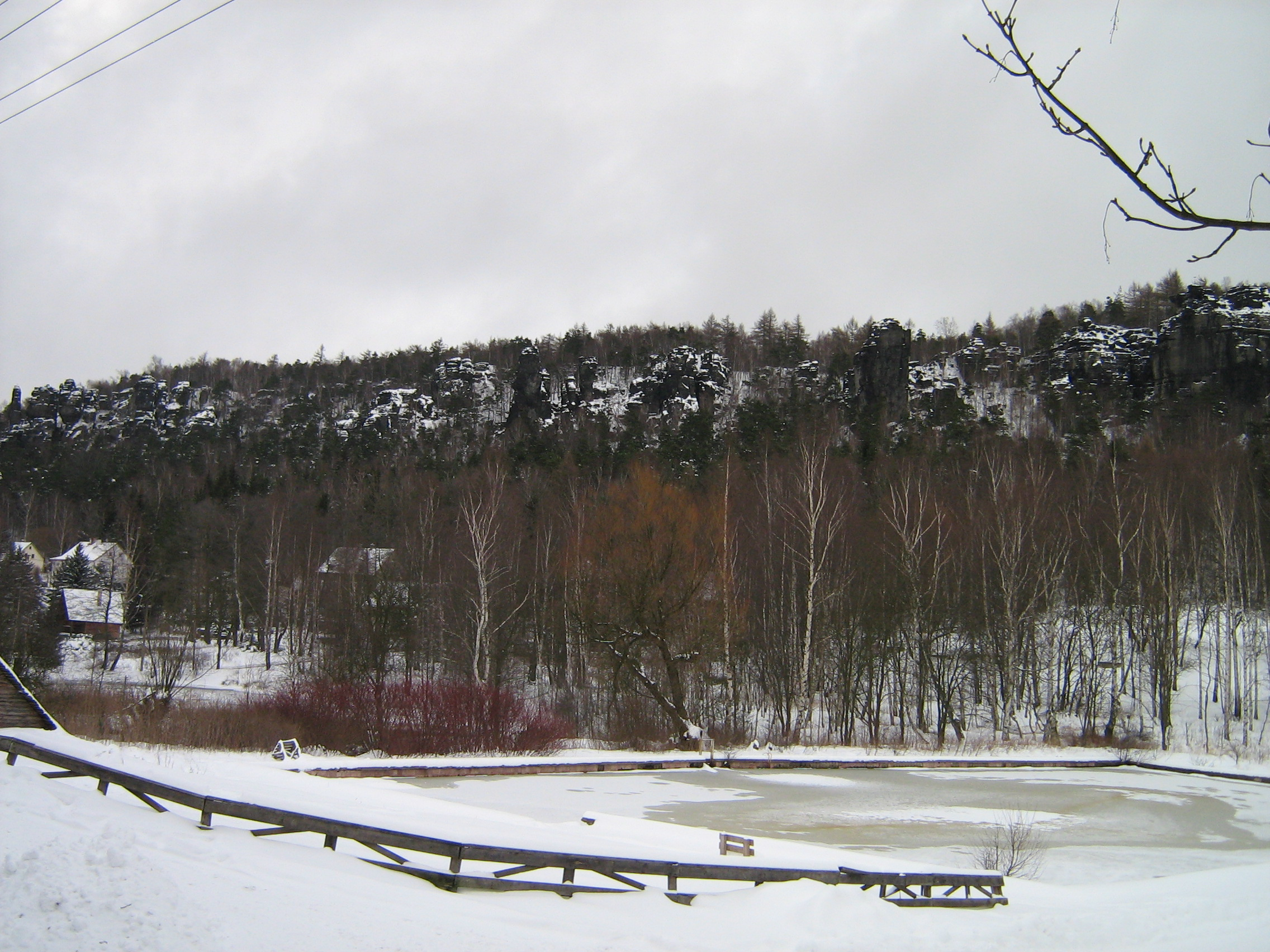
Felsen über Ostrov

Ostrov (deutsch Eiland) ist ein Ortsteil der Gemeinde Tisá in Tschechien. Er liegt 13 km nordwestlich des Stadtzentrums von Děčín in 460 m ü.M in der Böhmischen Schweiz und gehört dem Bezirk Ústí nad Labem an. Der in einem Talkessel an der Biela unmittelbar an der deutschen Grenze gelegene Ort ist von Felsen umgeben, er ist ein beliebtes Klettergebiet.

## Geographie
Im Osten von Ostrov erheben sich die schroffen Felswände der Eilander Wände (Ostrovské skály). Westlich wird der Ort vom Mühlberg und dem Himmelreich (Volské kameny) eingegrenzt. Im Norden des Dorfes, schon auf deutschem Gebiet, liegt der Große Schaftwald mit der Grenzplatte, einem Aussichtspunkt mit Blick nach Süden, und seine benachbarten Forstorte der Kleine Schaftwald und der Hintere Brand.
Von Süden führt die einzige Straße, die von der Verbindungsstraße Sněžník–Tisá abzweigt, hinunter nach Ostrov.
Zum deutschen Nachbarort Rosenthal-Bielatal bestand von 1945 bis 1992 kein offizieller Grenzübergang, ein östlich liegender Wanderübergang führt von Rosenthal am Eulenthor nach Sněžník. Die alte Straße an der Biela, die von der Schweizermühle und Ottomühle auf sächsischer Seite heraufführt, wird jedoch von Wanderern heute wieder genutzt.

## Geschichte
Eiland entstand im 15. Jahrhundert als eines der vielen Hammerwerke im Bielatal. Als die Eisenerze von Schneeberg, die hier verarbeitet wurden, abgebaut waren, erfolgte der Umbau des Hammers zu einer Glashütte. Um diese ließ Maria Adelheid Gräfin von Thun 1709 den Ort anlegen.
Um 1845 gab es hier 51 Häuser mit insgesamt 295 Einwohnern, die sich mit Spinnereiarbeiten ernährten. Ferner existierten zu dieser Zeit weiterhin eine Glashütte und Mühlen. Der Ort war nach Königswald eingepfarrt.
Wegen seiner reizvollen Lage entwickelte sich der Ort im 19. Jahrhundert zu einer gut besuchten Sommerfrische. Es entstanden ein Hotel und mehrere Gasthöfe. Im Jahre 1928 bestanden das Hotel Meder, die Gasthöfe Zur Grenze, Zur Böhmisch-Sächsischen Schweiz, Zur Mühle, Zum Bergkeller, sowie das Blockhaus Wolf, die eine beträchtliche Zahl von Betten besaßen. Die Tetschener Bezirks-Krankenkasse betrieb in Eiland ein Erholungsheim. Im Zentrum des Dorfes, das seit 1850 ein Ortsteil von Schneeberg war, befanden sich mehrere Teiche und an der Mühle entstand ein Freibad.
Nach dem Ende des Zweiten Weltkrieges wurde die Staatsgrenze hier für Passanten geschlossen. Neue Feriengäste kamen nur spärlich und der Ort fiel in einen „Dornröschenschlaf“. Viele Häuser und das alte Bad verfielen und wurden abgetragen. Im Gasthof Zur Grenze entstand eine inzwischen wieder aufgelöste Polizeistation, um grenzüberschreitende Wanderungen und Klettertouren zu unterbinden. Bei der Gemeindegebietsreform von 1960 wurde die Gemeinde Sněžník aufgelöst und Ostrov dem Nachbarort Tisá zugeschlagen.
Erst nach und nach entstand wieder eine touristische Infrastruktur. Am großen Teich wurde ein Badestrand angelegt und Ostrov hat heute zwei Gasthäuser, ein Hotel und einen Zeltplatz mit Bungalows.
Der Ort ist Ausgangspunkt für Wanderungen in die reizvolle Umgebung. Ziele sind Tisá mit den Tyssaer Wänden, Sněžník am Hohen Schneeberg oder das immer mehr verödende Dorf Rájec mit seiner Felslandschaft.

## Galerie

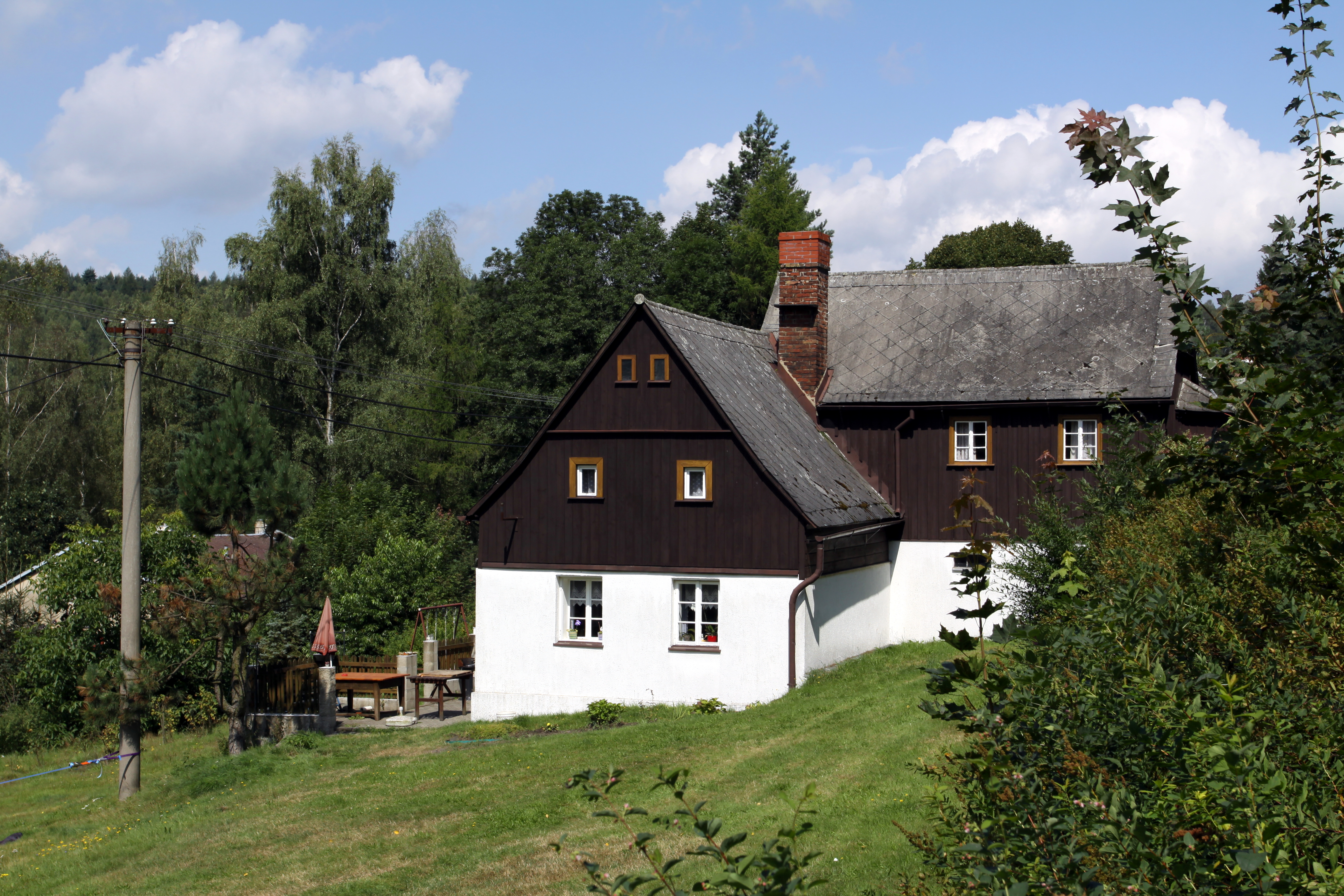
Bauernhaus in Ostrov
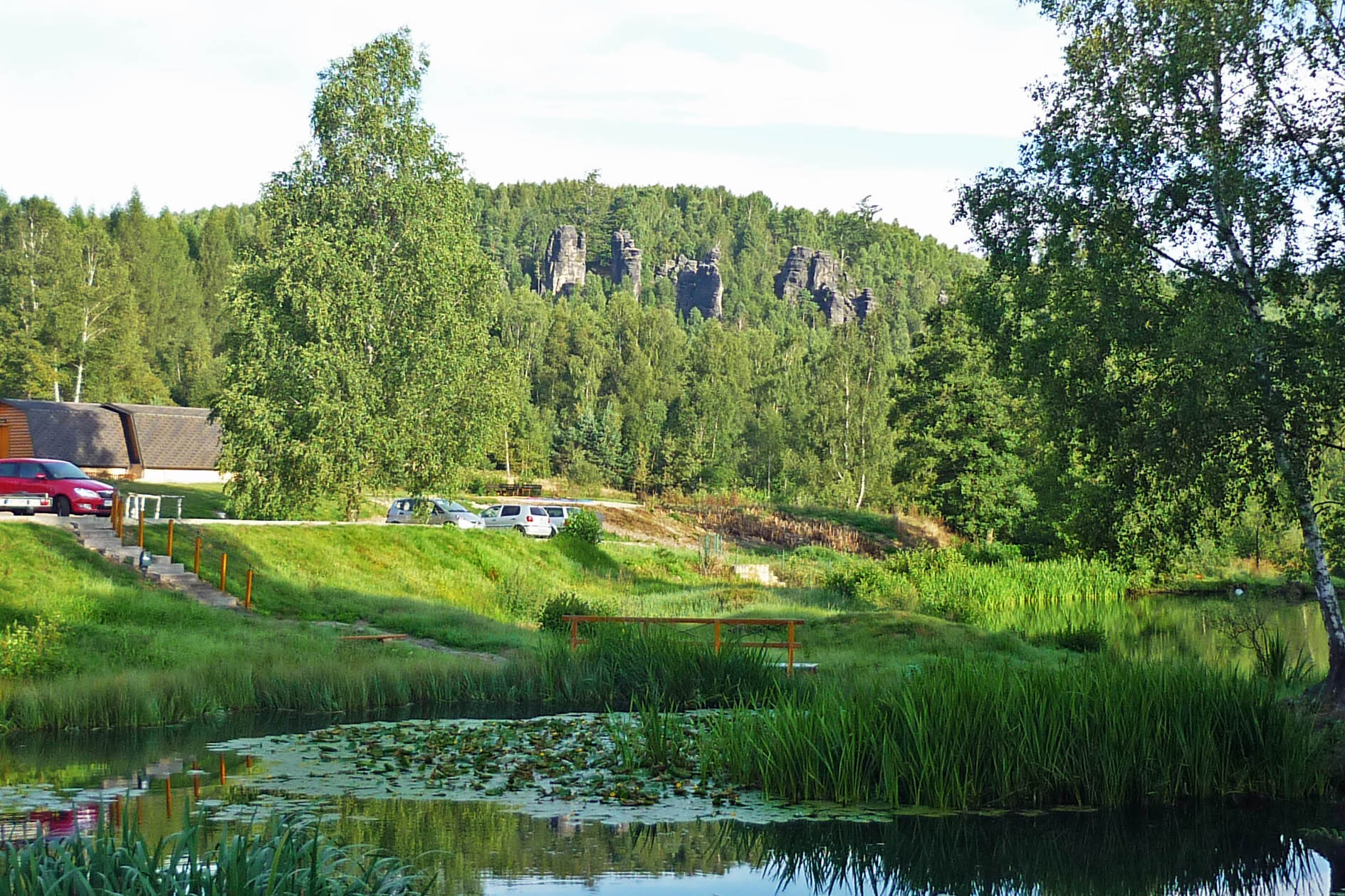
Teich mit Blick auf die Eilander Wände
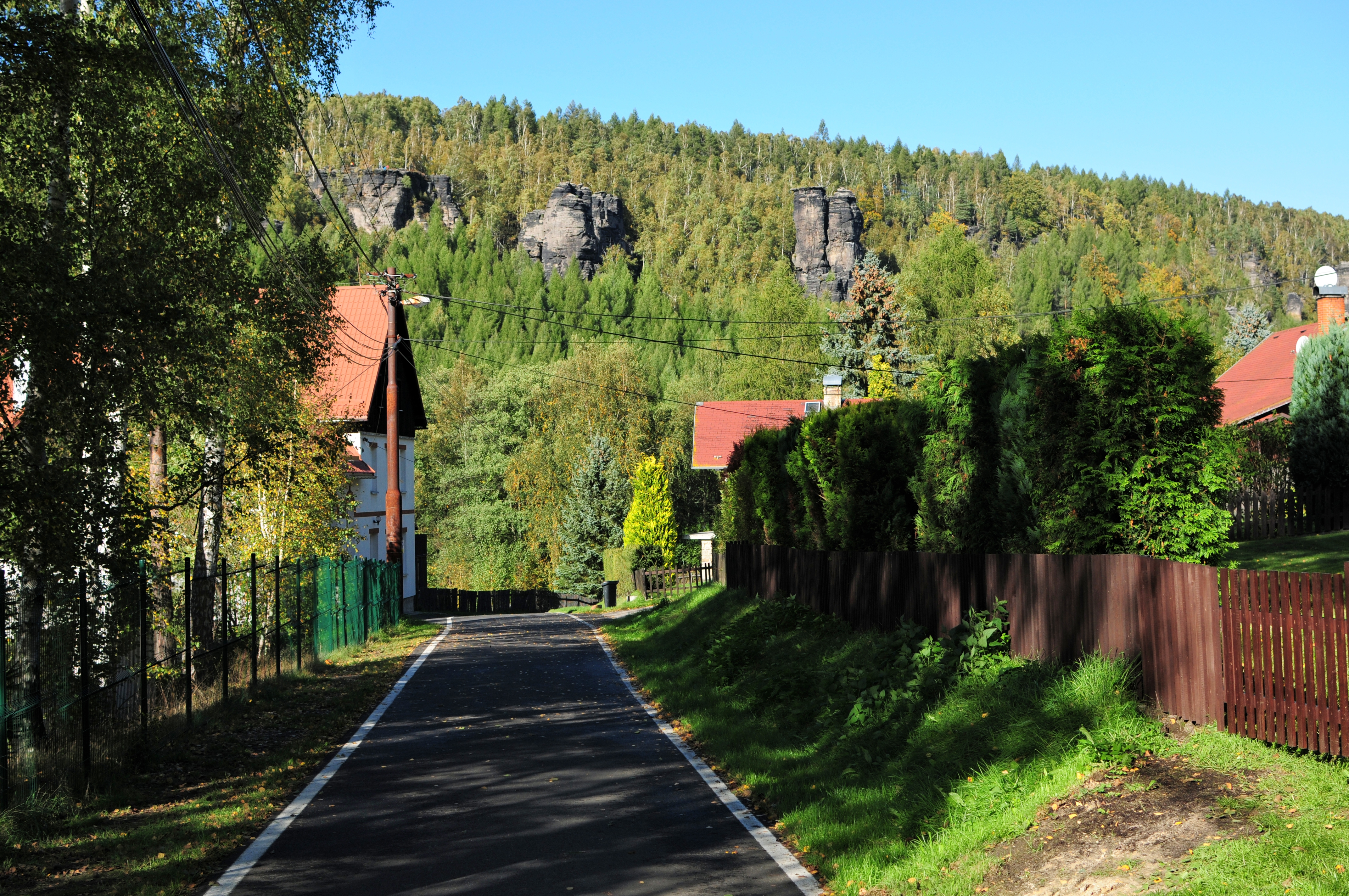
Straßenpartie im Ort mit Blick auf die Grenzplatte
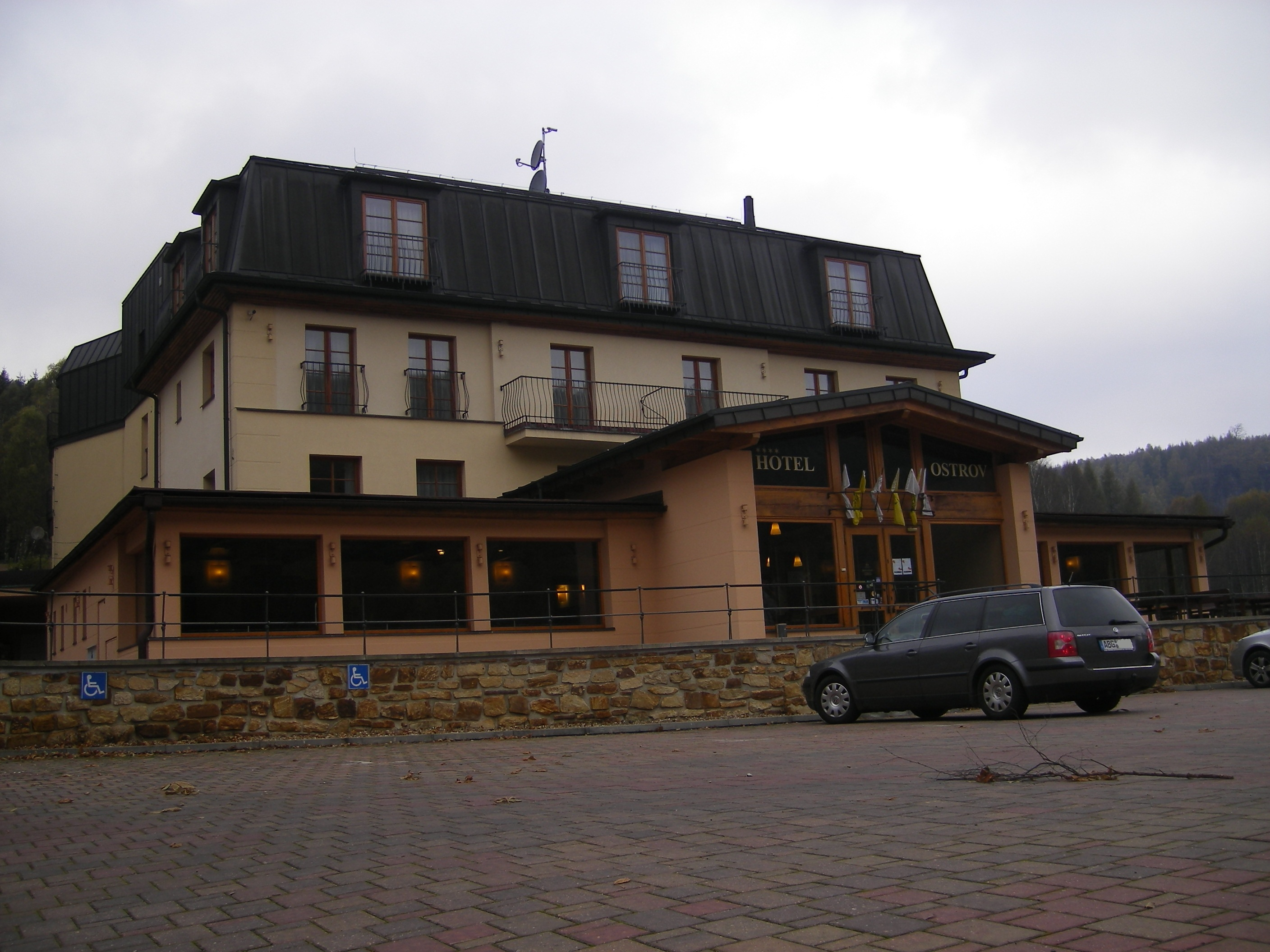
Hotel und Restaurant Ostrov, ehemaliges Fachwerkhaus und späteres Militär-Sanatorium